# Большой Петровский мост
Большо́й Петро́вский мост — автодорожный металлический балочный мост через реку Малую Невку в Петроградском районе Санкт-Петербурга. Соединяет Петровский и Крестовский острова, также проходя над небольшим безымянным островом. Мост знаменит тем, что в ночь с 16 на 17 декабря 1916 года с него было сброшено тело убитого Григория Распутина. 
Первый многопролётный деревянный разводной мост в этом месте появился в 1838 году. Существующий мост построен в 2009—2010 годах, это первый городской мост, в котором была изначально предусмотрена велодорожка.

## Расположение
Мост соединяет улицу Савиной и Южную дорогу. На левом берегу рядом с мостом расположен Дом ветеранов сцены, на правом — Летний дворец Белосельских-Белозерских. Ближайшая станция метрополитена — «Крестовский остров». Выше по течению находится Лазаревский мост. 

## Название
С 1849 года мост назывался Петровско-Крестовским, по наименованию островов, которые он соединяет. В 1851 году появилось наименование Петровский, а в 1860 году — Большой Петровский, для отличия от Мало-Петровского моста через Ждановку. Во второй половине XIX века мост называли Белосельским по первой части фамилии князей Белосельских-Белозерских, владельцев Крестовского острова.

## История
В 1838 году по проекту инженера Ивана Буттаца был сооружён деревянный многопролётный мост балочно-подкосной системы с разводным пролётом коромысловой системы. Около моста выставлялся сторожевой пост. Неподалёку, на берегу речки Чухонки, были построены два деревянных домика для охранявших объект солдат.
В 1874—1875 годах капитально отремонтировано верхнее строение моста. В 1897—1898 годах мост был перестроен с уширением разводной части. Работы производились по проекту инженера Николая Мазурова.
В ночь с 16 на 17 декабря 1916 года с моста было сброшено тело убитого Григория Распутина. На следующий день прохожим были замечены пятна крови на тротуаре и перилах моста. Для поиска тела были привлечены водолазы, которые обнаружили его утром 19 декабря.
В 1922 году выполнен ремонт проезжей части моста с заменой части ветхих брусьев и перил. В 1946—1948 годах по проекту, разработанному в Ленмосттресте инженером В. В. Блажевичем, мост перестроен в 24-пролётный. Работы выполнены трестом «Ленмостострой». Деревянные пролётные строения были заменены на металлические двутавровые балки. Деревянные рамы разводного пролёта заменены на металлические пролётные строения раскрывающейся системы, двукрылое с неподвижной осью вращения с жёстко прикреплённым противовесом с электромеханическим приводом. Для повышения срока службы полотна проезжей части была использована технология укладки двухслойного асфальтобетона по деревянной дощатой плите. Длина моста составляла 297,1 (301) м, ширина 18,1 м (в том числе два тротуара по 2,25 м).

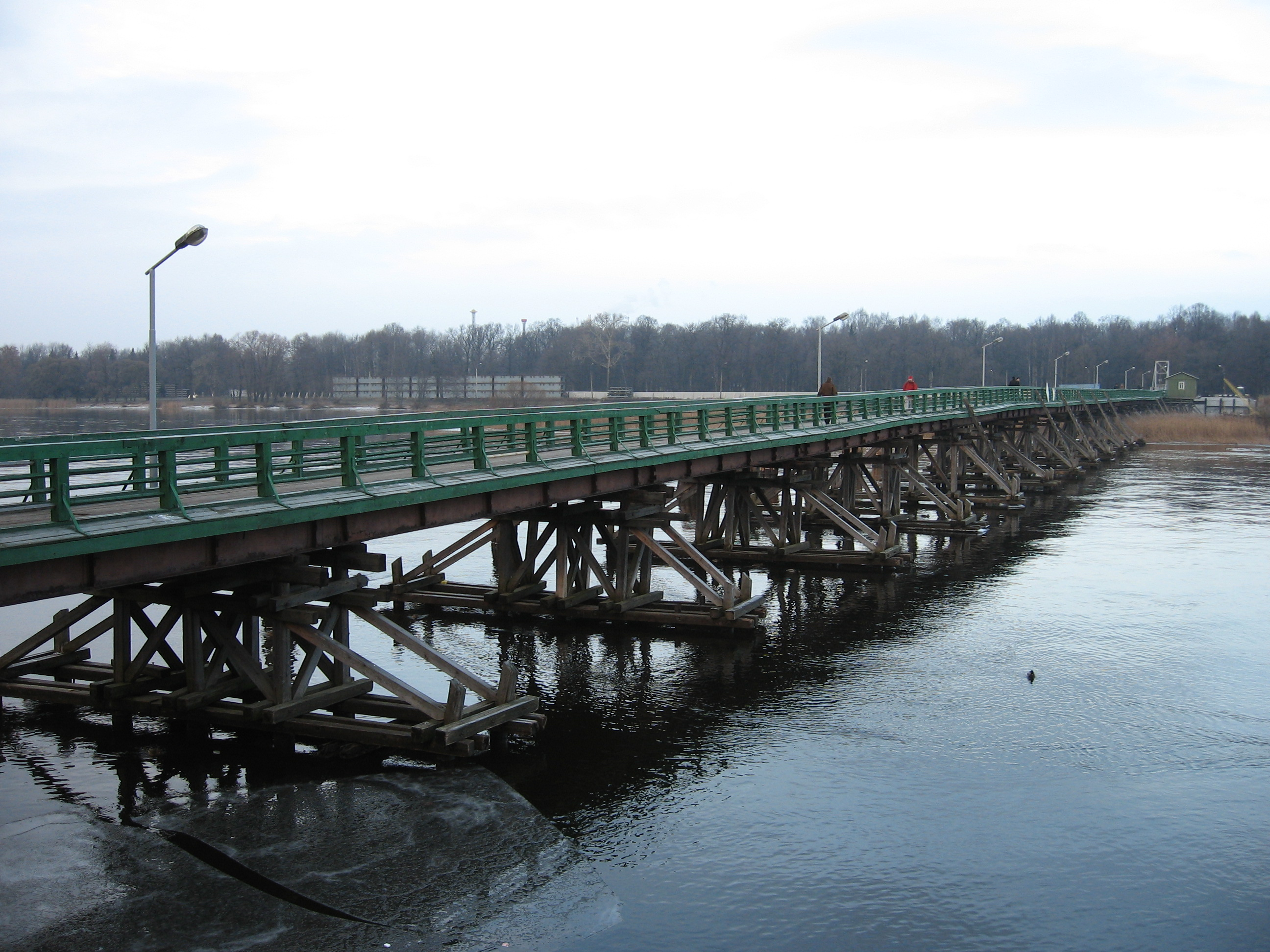
Большой Петровский мост до реконструкции, 2007 год

В декабре 1993 года во время подвижки льда на Малой Невке мост был серьёзно повреждён: были полностью разрушены две опоры стационарных пролётных строений и три повреждены. В результате мост был закрыт для движения автотранспорта и стал пешеходным. По проекту инженера Мостотреста Л. В. Ворониной ширина моста была уменьшена с 18 до 2,25 м, а устои моста перестроены в железобетонные стенки на металлических трубчатых сваях. Промежуточные опоры были использованы старые. Пролётное строение состояло из трёх металлических двутавровых балок, связанных между собой швеллерами. Длина пролётов была от 4,8 до 13,5 м, пятый пролёт со стороны правого берега был разводным. Восстановление моста выполнено трестом «Ленмостострой» под руководством начальника участка О. С. Чарноцкого.
В 2003 году была произведена замена двукрылого разводного пролётного строения раскрывающей системы на откатное вантовое. В 2005 году конструкции моста были повреждены во время наводнения. В связи с развитием территорий на Крестовском острове, перестройкой стадиона имени Кирова и планами по сооружению моста с Васильевского на Петровский остров было принято решение о реконструкции моста. Заказчиком работ выступило ГУ «Дирекция транспортного строительства» (СПБ ГУ ДТС), генподрядчиком — ОАО «Мостострой 6», генеральным проектировщиком — ЗАО «Институт „Стройпроект“». Авторы проекта реконструкции моста — инженеры Т. Ю. Кузнецова, Р. И. Марценкевич, М. В. Дюба, Ю. Ю. Крылов, А. А. Фёдоров, А. С. Сосновская, архитектор А. Е. Горюнов.
Движение по мосту было закрыто 22 декабря 2009 года. Работы по реконструкции включали в себя полную разборку деревянного пешеходного моста и строительство на его месте сталежелезобетонного моста для движения автотранспорта, пешеходов и велосипедистов с реконструкцией набережных Малой Невки и устройством подпорных стен. В строительстве переправы были использованы элементы пролётных строений моста-дублёра, соединявшего берега Невы во время реконструкции Благовещенского моста. К началу сентября 2010 года объект был сдан. Открытие моста состоялось 18 сентября 2010 года при участии губернатора Санкт-Петербурга Валентины Матвиенко.

## Конструкция
Мост семипролётный неразводной металлический балочный. Схема разбивки на пролёты: 44,22 + 41,95 + 44,92 + 44,94 + 41,94 + 42,19 + 33,46 м. Подмостовые габариты (для пропуска судов): левобережный — 25×5,5 м, правобережный — 20×5,0 м. Пролётные строения состоят из коробчатых главных балок заводского изготовления с ортотропной плитой проезжей части. Для улучшения эксплуатационных качеств пролётного строения и повышения несущей способности на ортотропной плите устроена монолитная железобетонная плита толщиной 90…120 мм мм. Устои и промежуточные опоры — монолитные железобетонные с фундаментами на буронабивных железобетонных сваях диаметром 1,2 м с уширением 2,5 м. Общая длина моста составляет 307 м, ширина между перилами — 21,5…39,66 м. Тротуары — 2x1,5 м.
Мост предназначен для движения автотранспорта, велосипедистов и пешеходов. Проезжая часть моста включает в себя велосипедную дорожку шириной 1,75 м и четыре полосы автомобильного движения (по две в каждом направлении). Это первый городской мост, в котором изначально предусмотрена велодорожка. Покрытие проезжей части — асфальтобетон, на тротуарах уложен литой асфальт. Тротуары отделены от проезжей части металлическим парапетным ограждением. Перильное ограждение на мосту металлическое простого рисунка, завершается на устоях гранитными тумбами. Лицевые поверхности устоев и подпорных стен облицованы гранитом.